# Brachychalcinus copei
Brachychalcinus copei är en fiskart som först beskrevs av Franz Steindachner 1882.  Brachychalcinus copei ingår i släktet Brachychalcinus och familjen Characidae. Inga underarter finns listade.